# Сапея, Владислав Владиславович
Владислав Владиславович Сапея (род. 11 июня 1943, Вилейка) — советский легкоатлет, специализировался в беге на короткие дистанции. Выступал за сборную СССР по лёгкой атлетике в конце 1960-х — начале 1970-х годов, обладатель серебряной медали чемпионата Европы, победитель первенств всесоюзного и республиканского значения, участник летних Олимпийских игр в Мехико. Мастер спорта СССР международного класса. Заслуженный тренер РСФСР.

## Биография
Владислав Сапея родился 11 июня 1943 года в городе Вилейка Минской области Белорусской ССР.
Во время учёбы в школе и службы в армии занимался вольной борьбой, бегал кроссы. С 1965 года специализировался на спринтерском беге, проходил подготовку под руководством заслуженного тренера СССР Леонида Владимировича Бартенева. Выступал за город Гомель и добровольное спортивное общество «Буревестник». Окончил факультет физической культуры Гомельского педагогического института.
Впервые заявил о себе на всесоюзном уровне в сезоне 1967 года, когда на чемпионате страны в рамках IV летней Спартакиады народов СССР в Москве превзошёл всех соперников в беге на 100 метров и завоевал золотую медаль. Попав в состав советской сборной, выступил на Кубке Европы в Киеве, где тоже одержал победу на 100-метровой дистанции.
В 1968 году занял шестое место в беге на 50 метров на Европейских легкоатлетических играх в Мадриде. На чемпионате СССР в Ленинакане с рекордом Европы 10,0 победил в дисциплине 100 метров, тогда как в дисциплине 200 метров стал серебряным призёром и вместе с Николаем Ивановым установил новый рекорд СССР — 20,5. Помимо этого, в составе команды «Буревестника» взял бронзу в эстафете 4 × 100 метров. Благодаря череде удачных выступлений удостоился права защищать честь страны на летних Олимпийских играх в Мехико — в программе бега на 100 метров не смог пройти дальше стадии четвертьфиналов, тогда как в эстафете вместе с соотечественниками Евгением Синяевым, Николаем Ивановым и Алексеем Хлопотновым был дисквалифицирован на стадии полуфиналов.
В 1969 году в эстафете 4 × 100 метров получил серебро на чемпионате Европы в Афинах.
В 1970 году в беге на 100 метров выиграл бронзовую медаль на чемпионате СССР в Минске, представлял Советский Союз на Универсиаде в Турине, где дошёл до полуфинала в индивидуальном беге на 100 метров и стал бронзовым призёром в эстафете.
В 1971 году в дисциплине 60 метров стал бронзовым призёром на зимнем чемпионате СССР в Москве, в эстафете 4 × 100 метров взял бронзу на чемпионате страны в рамках V летней Спартакиады народов СССР в Москве.
За выдающиеся спортивные достижения удостоен почётного звания «Мастер спорта СССР международного класса».
После завершения спортивной карьеры проявил себя как тренер и преподаватель. Заслуженный тренер РСФСР (1980).